# MBNL2
MBNL2‏ (Muscleblind like splicing regulator 2) هوَ بروتين يُشَفر بواسطة جين MBNL2 في الإنسان.